# Trichospermum rhamnifolium
Trichospermum rhamnifolium är en malvaväxtart som beskrevs av Kostermans. Trichospermum rhamnifolium ingår i släktet Trichospermum och familjen malvaväxter. Inga underarter finns listade i Catalogue of Life.